# John Jewel
John Jewel, född den 22 maj 1522 i Buden, Devonshire, död den 23 september 1571 i Moktonfarley, var biskop i Salisbury och apologet för den engelska kyrkan.
Jewel studerade vid Merton College i Oxford och var delaktig som ledare av reformerna under konung Edvard VI; vid Maria Tudors tronbestigning måste han lämna England. Exilåren kylde ned hans iver, och när han återvände under Elisabet I, profilerade han sig som försvarare av den etablerade kyrkan. 1560 blev Jewel biskop av Salisbury, och 1562 offentliggjorde han The Apology of the English Church, i vilken han upprätthöll läran om den gudsgivna kungarätten. Trots att han inte erkände tridentinska mötets auktoritet, ville han se protestanterna tillåtna. Hans bok fann stort gillande hos drottning Elisabet och gällde som engelska kyrkans officiella ståndpunkt.